# 존 카르나
존 카나(John Karna, 1991년 11월 18일 ~ )는 미국의 배우이다.
휴스턴에서 태어났다.

## 출연 작품

### 영화
- 첫경험만 8번째 (2014, Premature)
- 슈거 마운틴 (2016, Sugar Mountain)
- 레이디 버드 (2018) - 그레그 역
- 블레이징 월드 (2021)

### 텔레비전
- 스크림 (2015-16) - 노아 역